# Notopleura callejasii
Notopleura callejasii är en måreväxtart som beskrevs av Charlotte M. Taylor. Notopleura callejasii ingår i släktet Notopleura och familjen måreväxter. Inga underarter finns listade i Catalogue of Life.